# Institut komunikačních studií a žurnalistiky Fakulty sociálních věd Univerzity Karlovy
Institut komunikačních studií a žurnalistiky (zkratka IKSŽ) je jedním z pěti institutů Fakulty sociálních věd Univerzity Karlovy (FSV UK). Specializuje se na výzkum a vzdělávání v oblasti mediálních studií, komunikace, žurnalistiky, marketingu a public relations. Vznikl v roce 1993 v rámci dělení fakulty do institutů. Institut sídlí stejně jako děkanát a studijní oddělení fakulty v budově Hollar na Smetanově nábřeží v Praze. Ředitelem IKSŽ je od roku 2018 bývalý děkan FSV UK PhDr. Jakub Končelík, Ph.D.

## Studijní programy
Institut zajišťuje vzdělání v akreditovaných bakalářských, navazujících magisterských i doktorských studijních programech. Zároveň je zde možné absolvovat rigorózní řízení, institut zajišťuje i kurzy v rámci Univerzity třetího věku. Otevírány jsou následující studijní programy:

### Bakalářské studium
- Marketingová komunikace a public relations
- Žurnalistika
- Mediální studia

### Navazující magisterské studium
- Mediální studia (prezenční forma)
- Mediální studia (distanční forma)
- Strategická komunikace
- Žurnalistika
- Media and Area Studies
- Journalism, Media and Globalisation

### Doktorské studium
- Mediální studia

## Členění institutu

### Katedra žurnalistiky
Historie katedry sahá až do 70. let 20. století, kdy na Univerzitě Karlově vznikla Fakulta žurnalistiky, v 90. letech se stala součástí IKSŽ.
Vedoucí katedry: doc. PhDr. Alice Němcová Tejkalová, Ph.D.
Zástupci vedoucí katedry: Mgr. Kateřina Turková, Ph.D. a Mgr. Ondřej Trunečka, Ph.D.
Členové katedry:
| Interní členové katedry                   | Externí členové katedry       |
| ----------------------------------------- | ----------------------------- |
| PhDr. Jana Čeňková, Ph.D.                 | Mgr. Jiří Benák               |
| Mgr. František Géla, Ph.D.                | Jan Cibulka                   |
| Mgr. Anna Hrbáčková                       | Mgr. Kateřina Etrychová       |
| PhDr. Jan Jirků, Ph.D.                    | Jana Gulda                    |
| Mgr. David Klimeš, Ph.D.                  | Mgr. Andrej Halada, Ph.D.     |
| Mgr. Sandra Lábová, Ph.D.                 | Bc. Tomáš Hodboď              |
| PhDr. Martin Lokšík                       | Mgr. Jakub Charvát, Ph.D.     |
| PhDr. ThMgr. Karol Lovaš, Ph.D.           | PhDr. Marta Chladová, Ph.D.   |
| Mgr. Veronika Macková, Ph.D.              | PhDr. Petr Just, Ph.D.        |
| doc. Radek Malý, Ph.D.                    | Bc. Ondřej Juřík              |
| prof. MgA. David Jan Novotný              | Mgr. Pavel Kasík              |
| doc. PhDr. Barbora Osvaldová              | Mgr. Antonín Kočí             |
| Mgr. Jaroslav Slanec                      | PhDr. Josef Maršík, CSc.      |
| doc. Robert Silverio, Ph.D.               | Nikita Poljakov, M.Sc.        |
| doc. PhDr. Alice Němcová Tejkalová, Ph.D. | Mgr. Alex Röhrich, Ph.D.      |
| Mgr. Ondřej Trunečka, Ph.D.               | Marek Straka                  |
| Mgr. Kateřina Turková, Ph.D.              | Bc. Jindřich Šídlo            |
| Mgr. Robert Záruba                        | Bc. David Šimoník             |
| PhDr. Vratislav Maňák                     | Mgr. Libuše Šmuclerová        |
| Mgr. Barbora Černošková                   | Mgr. Ondřej Štindl            |
|                                           | Bc. Adéla Tallisová Dražanová |
|                                           | Mgr. Pavel Turek              |
|                                           | PhDr. Milan Vodička           |
|                                           | Mgr. Světlana Witovská        |

### Katedra marketingové komunikace a public relations
Tento obor se na fakultě začal studovat v akademickém roce 2004/05, samotná katedra pak vznikla v roce 2008. Jedná se tedy o vůbec nejmladší součást institutu.
Vedoucí katedry: Ing. Bc. Petra Koudelková, Ph.D.
Zástupkyně vedoucí katedry: Mgr. Anna Shavit, Ph.D.
Členové katedry:
| Interní členové katedry              | Externí členové katedry           |
| ------------------------------------ | --------------------------------- |
| Ing. Ladislav Báča                   | MgA. Martin Ayrer                 |
| doc. PhDr. Jan Halada, CSc.          | Mgr. Martin Bezouška              |
| doc. PhDr. Denisa Hejlová, Ph.D.     | Jozef Braun                       |
| doc. Ing. Petr Houdek, CSc.          | M.A. Eliška Černá                 |
| Mgr. Tereza Ježková, Ph.D.           | Jonáš Čumrik                      |
| PhDr. Tereza Klabíková Rábová, Ph.D. | JUDr. Petra Dolejšová             |
| JUDr. Ing. Petr Koblovský, Ph.D.     | Mgr. Pavel Hacker                 |
| Mgr. Marcela Konrádová, Ph.D.        | PhDr. Jana Hybášková              |
| Ing. Bc. Petra Koudelková, Ph.D.     | Daniel Jesenský, Ph.D., MSc., MBA |
| Ing. Hana Moravcová, Ph.D.           | Tomáš Jindříšek                   |
| Mgr. Ing. Jana Rosenfeldová          | Ing. Filip Kahoun, Ph.D.          |
| PhDr. Soňa Schneiderová, Ph.D.       | Mgr. Eva Máchová                  |
| Mgr. Anna Shavit, Ph.D.              | Ing. Jana Marco                   |
| Mgr. Ing. Marek Vranka               | Mgr. Tomáš Mrkvička               |
|                                      | PhDr. Václav Nekvapil, Ph.D.      |
|                                      | Bc. Richard Nevšímal              |
|                                      | Mgr. Lukáš Novák                  |
|                                      | Ing. Ondřej Obluk                 |
|                                      | Ing. Milan Postler, Ph.D.         |
|                                      | Ing. Tomáš Poucha                 |
|                                      | Ing. Přemysl Průša                |
|                                      | Daniel Slavíček, Ph.D.            |
|                                      | Mgr. Zdeněk Šesták                |
|                                      | Ing. Richard Štrégl               |
|                                      | Mgr. Bc. Richard Vlasák           |
|                                      | PhDr. Petr Závozda                |

### Katedra mediálních studií
Dříve též Katedra masové komunikace, vznikla po založení institutu v roce 1993. Od roku 1995 zde funguje také Centrum pro mediální studia (CEMES). Katedra zároveň dvakrát ročně vydává odborný časopis Mediální studia.
Vedoucí katedry: prof. MgA. Martin Štoll, Ph.D.
Členové katedry:
| Interní členové katedry                              | Externí členové katedry                      |
| ---------------------------------------------------- | -------------------------------------------- |
| Mgr. Kateřina Bártová                                | Mgr. Ondřej Aust                             |
| PhDr. Petr Bednařík, Ph.D.                           | JUDr. PhDr. Josef Benda, Ph.D., LL.M., Ph.D. |
| doc. Nico Carpentier, Ph.D.                          | JUDr. PhDr. Radka Connelly Kohutová, Ph.D.   |
| PhDr. Jan Cebe, Ph.D.                                | PhDr. Ondřej Dufek, Ph.D.                    |
| doc. Vaia Doudaki, Ph.D.                             | Mgr. Matouš Hrdina                           |
| PhDr. Martin Groman, Ph.D.                           | PhDr. Ondřej Kaleta, Ph.D.                   |
| Mgr. Miloš Hroch, Ph.D.                              | PhDr. Milan Kruml, Ph.D.                     |
| prof. PhDr. Jan Jirák, Ph.D.                         | Mgr. Jakub Lucký                             |
| prof. PhDr. Jiří Knapík, Ph.D.                       | PhDr. Pavel Suk, Ph.D.                       |
| PhDr. Jakub Končelík, Ph.D.                          | Mgr. Štefan Švec, Ph.D.                      |
| PhDr. Jan Křeček, Ph.D.                              | PhDr. Jakub Železný                          |
| Mgr. Jan Miessler                                    |                                              |
| Annamária Neag, Ph.D.                                |                                              |
| PhDr. Vlastimil Nečas, Ph.D.                         |                                              |
| PhDr. Ulrike Lütke Notarp, Ph.D.                     |                                              |
| PhDr. Irena Prázová, Ph.D.                           |                                              |
| PhDr. Irena Reifová, Ph.D.                           |                                              |
| Mgr. Gabriela Skalická                               |                                              |
| doc. PhDr. Martin Soukup, Ph.D.                      |                                              |
| doc. Mgr. et Mgr. Jaroslav Švelch, Ph.D.             |                                              |
| prof. MgA. Martin Štoll, Ph.D.                       |                                              |
| doc. Dr. phil. Christine Trültzsch-Wijnen, Mag. phil |                                              |
| PhDr. Lenka Vochocová, Ph.D.                         |                                              |
| PhDr. Radim Wolák                                    |                                              |

## Studentské spolky
- Studenti IKSŽ[9]
- Markething.cz[10]